# Parageron modestus
Parageron modestus is een vliegensoort uit de familie van de wolzwevers (Bombyliidae). De wetenschappelijke naam van de soort is voor het eerst geldig gepubliceerd in 1873 door Loew als Oligodranes modestus.